# Jiri Homola
Jiri Homola (7 marzo 1974) è un ex calciatore ceco, di ruolo centrocampista.

## Carriera

### Club
Homola cominciò la carriera con la maglia del Sigma Olomouc, per poi passare al Dukla Praha. Ritornato ancora al Sigma Olomouc, in seguitò militò nelle file del Kaučuk Opava e dello Slovácká Slavia Uherské Hradiště. Giocò 31 partite nelle massima divisione cecoslovacca prima e ceca poi.
Emigrò successivamente in Germania, giocando sempre nelle serie inferiori del campionato tedesco. Fu in forza al Greuther Fürth, al Wacker Burghausen, al Lubecca, al Wattenscheid, al Wolfsburg II, allo Chemnitz, al Westfalia Rhynern e all'Oggersheim. Chiuse la carriera ai norvegesi del Manglerud Star.